# تونی کندال
تونی کندال (انگلیسی: Tony Kendall؛ ‏ ۲۲ اوت ۱۹۳۶ – ۲۸ نوامبر ۲۰۰۹) بازیگر اهل ایتالیا بود. وی بین سال‌های ۱۹۵۷ تا ۲۰۰۸ میلادی فعالیت می‌کرد.
از فیلم‌ها یا برنامه‌های تلویزیونی که وی در آن نقش داشته است، می‌توان به سبزه، خوش‌هیکل، به‌دنبال مردی پولدار، کورلئونه و بازی‌های ممنوعه پیترو آرتینو اشاره کرد.